# Groupama-FDJ/Saison 2017
Diese Liste beschreibt die Mannschaft und die Erfolge des Radsportteams Groupama-FDJ in der Saison 2017.

## Erfolge in der UCI WorldTour
| Datum    | Rennen                          | Sieger         |
| -------- | ------------------------------- | -------------- |
| 5. März  | 1. Etappe Paris-Nizza           | Arnaud Demare  |
| 20. März | 1. Etappe Katalonien-Rundfahrt  | Davide Cimolai |
| 27. Mai  | 20. Etappe Giro d’Italia        | Thibaut Pinot  |
| 5. Juni  | 2. Etappe Critérium du Dauphiné | Arnaud Demare  |
| 4. Juli  | 4. Etappe Tour de France        | Arnaud Demare  |

## Erfolge in der UCI Europe Tour
| Datum           | Rennen                                 | Kat. | Sieger               |
| --------------- | -------------------------------------- | ---- | -------------------- |
| 29. Januar      | Grand Prix d’Ouverture La Marseillaise | 1.1  | Arthur Vichot        |
| 1. Februar      | 1. Etappe Étoile de Bessèges           | 2.1  | Arnaud Demare        |
| 4. Februar      | 4. Etappe Étoile de Bessèges           | 2.1  | Arnaud Demare        |
| 16. Februar     | 2. Etappe Andalusien-Rundfahrt         | 2.HC | Thibaut Pinot        |
| 18.–19. Februar | Gesamtwertung Tour du Haut-Var         | 2.1  | Arthur Vichot        |
| 13. April       | Grand Prix de Denain                   | 1.HC | Arnaud Demare        |
| 21. April       | 5. Etappe Tour of the Alps             | 2.HC | Thibaut Pinot        |
| 10. Mai         | 2. Etappe Tour des Hauts-de-France     | 2.HC | Arnaud Demare        |
| 13. Mai         | 5. Etappe Tour des Hauts-de-France     | 2.HC | Ignatas Konovalovas  |
| 28. Mai         | Boucles de l’Aulne                     | 1.1  | Odd Christian Eiking |
| 1. Juni         | Prolog Boucles de la Mayenne (EZF)     | 2.1  | Johan Le Bon         |
| 2. Juni         | 1. Etappe Boucles de la Mayenne        | 2.1  | Johan Le Bon         |
| 21. Juni        | Halle–Ingooigem                        | 1.1  | Arnaud Demare        |
| 8. August       | Prolog Tour de l’Ain (EZF)             | 2.1  | Johan Le Bon         |
| 11. August      | 3. Etappe Tour de l’Ain                | 2.1  | David Gaudu          |
| 8.–12. August   | Gesamtwertung Tour de l’Ain            | 2.1  | Thibaut Pinot        |
| 25. August      | 5. Etappe Tour du Poitou-Charentes     | 2.1  | Marc Sarreau         |
| 2. September    | Brussels Cycling Classic               | 1.HC | Arnaud Demare        |

## Nationale Straßen-Radsportmeister
| Datum    | Rennen                                       | Sieger              |
| -------- | -------------------------------------------- | ------------------- |
| 22. Juni | Schwedische Meisterschaft – Einzelzeitfahren | Tobias Ludvigsson   |
| 23. Juni | Litauische Meisterschaft – Einzelzeitfahren  | Ignatas Konovalovas |
| 25. Juni | Französische Meisterschaft – Straßenrennen   | Arnaud Demare       |
| 25. Juni | Litauische Meisterschaft – Straßenrennen     | Ignatas Konovalovas |

## Zugänge – Abgänge
| Zugänge           | Team 2016                  | Abgänge                  | Team 2017              |
| ----------------- | -------------------------- | ------------------------ | ---------------------- |
| Davide Cimolai    | Lampre-Merida              | Sébastien Chavanel       | Laufbahn beendet       |
| David Gaudu       | Côtes d'Armor-Marie Morin  | Kenny Elissonde          | Team Sky               |
| Jacopo Guarnieri  | Team Katusha               | Murilo Fischer           | Laufbahn beendet       |
| Tobias Ludvigsson | Team Giant-Alpecin         | Alexandre Geniez         | AG2R La Mondiale       |
| Rudy Molard       | Cofidis, Solutions Crédits | Pierre-Henri Lecuisinier | Laufbahn beendet       |
| Léo Vincent       | CC Étupes                  | Yoann Offredo            | Wanty-Groupe Gobert    |
|                   |                            | Laurent Pichon           | Fortuneo-Vital Concept |

## Mannschaft
| Teamkader 2017                                 | Teamkader 2017     | Teamkader 2017 | Teamkader 2017                    |
| Name                                           | Geburtsdatum       | Land           | Vorheriges Team                   |
| ---------------------------------------------- | ------------------ | -------------- | --------------------------------- |
| William Bonnet                                 | 25. Juni 1982      | Frankreich     | BBox Bouygues Telecom (2010)      |
| Davide Cimolai                                 | 13. August 1989    | Italien        | Lampre-Merida (2016)              |
| Arnaud Courteille                              | 13. März 1989      | Frankreich     | UC Nantes Atlantique (2010)       |
| Mickaël Delage                                 | 6. August 1985     | Frankreich     | Omega Pharma-Lotto (2010)         |
| Arnaud Démare                                  | 26. August 1991    | Frankreich     | CC Nogent-sur-Oise (2011)         |
| Odd Christian Eiking                           | 28. Dezember 1994  | Norwegen       | Joker (2015)                      |
| Marc Fournier                                  | 12. November 1994  | Frankreich     | CC Nogent-sur-Oise (2015)         |
| David Gaudu                                    | 10. Oktober 1996   | Frankreich     | Côtes d'Armor-Marie Morin (2016)  |
| Jacopo Guarnieri                               | 14. August 1987    | Italien        | Katusha (2016)                    |
| Daniel Hoelgaard                               | 1. Juli 1993       | Norwegen       | Joker (2015)                      |
| Ignatas Konovalovas                            | 8. Dezember 1985   | Litauen        | Marseille 13 KTM (2015)           |
| Matthieu Ladagnous                             | 12. Dezember 1984  | Frankreich     | Entente Sud Gascogne (2005)       |
| Johan Le Bon                                   | 3. Oktober 1990    | Frankreich     | Bretagne-Schuller (2012)          |
| Olivier Le Gac                                 | 27. August 1993    | Frankreich     | BIC 2000 (2014)                   |
| Tobias Ludvigsson                              | 22. Februar 1991   | Schweden       | Giant-Alpecin (2016)              |
| Jérémy Maison                                  | 21. Juli 1993      | Frankreich     | Club Cycliste d'Étupes (2015)     |
| Lorrenzo Manzin                                | 26. Juli 1994      | Frankreich     | UC Nantes Atlantique (2014)       |
| Rudy Molard                                    | 17. September 1989 | Frankreich     | Cofidis, Solutions Crédits (2016) |
| Steve Morabito                                 | 30. Januar 1983    | Schweiz        | BMC Racing Team (2014)            |
| Cédric Pineau                                  | 8. Mai 1985        | Frankreich     | Roubaix Lille Métropole (2010)    |
| Thibaut Pinot                                  | 29. Mai 1990       | Frankreich     | Club Cycliste d'Étupes (2009)     |
| Sébastien Reichenbach                          | 28. Mai 1989       | Schweiz        | IAM Cycling (2015)                |
| Kévin Réza                                     | 18. Mai 1988       | Frankreich     | Team Europcar (2014)              |
| Anthony Roux                                   | 18. April 1987     | Frankreich     | UV Aube (2007)                    |
| Jérémy Roy                                     | 22. Juni 1983      | Frankreich     |                                   |
| Marc Sarreau                                   | 10. Juni 1993      | Frankreich     | Armée de terre (2014)             |
| Benoît Vaugrenard                              | 5. Januar 1982     | Frankreich     |                                   |
| Arthur Vichot                                  | 26. November 1988  | Frankreich     | CR4C Roanne (2009)                |
| Léo Vincent                                    | 6. November 1995   | Frankreich     | Club Cycliste d'Étupes (2016)     |
| Bruno Armirail (1. Aug.–31. Dez., Stagiaire)   | 11. April 1994     | Frankreich     | Armée de terre (2016)             |
| Valentin Madouas (1. Aug.–31. Dez., Stagiaire) | 12. Juli 1996      | Frankreich     | BIC 2000 (2016)                   |
| Romain Seigle (1. Aug.–31. Dez., Stagiaire)    | 11. Oktober 1994   | Frankreich     | Club Cycliste d'Étupes (2017)     |
|                                                |                    |                |                                   |
| Quellen: ProCyclingStats Cycling Quotient      |                    |                |                                   |